# Lực lượng Không gian Nga

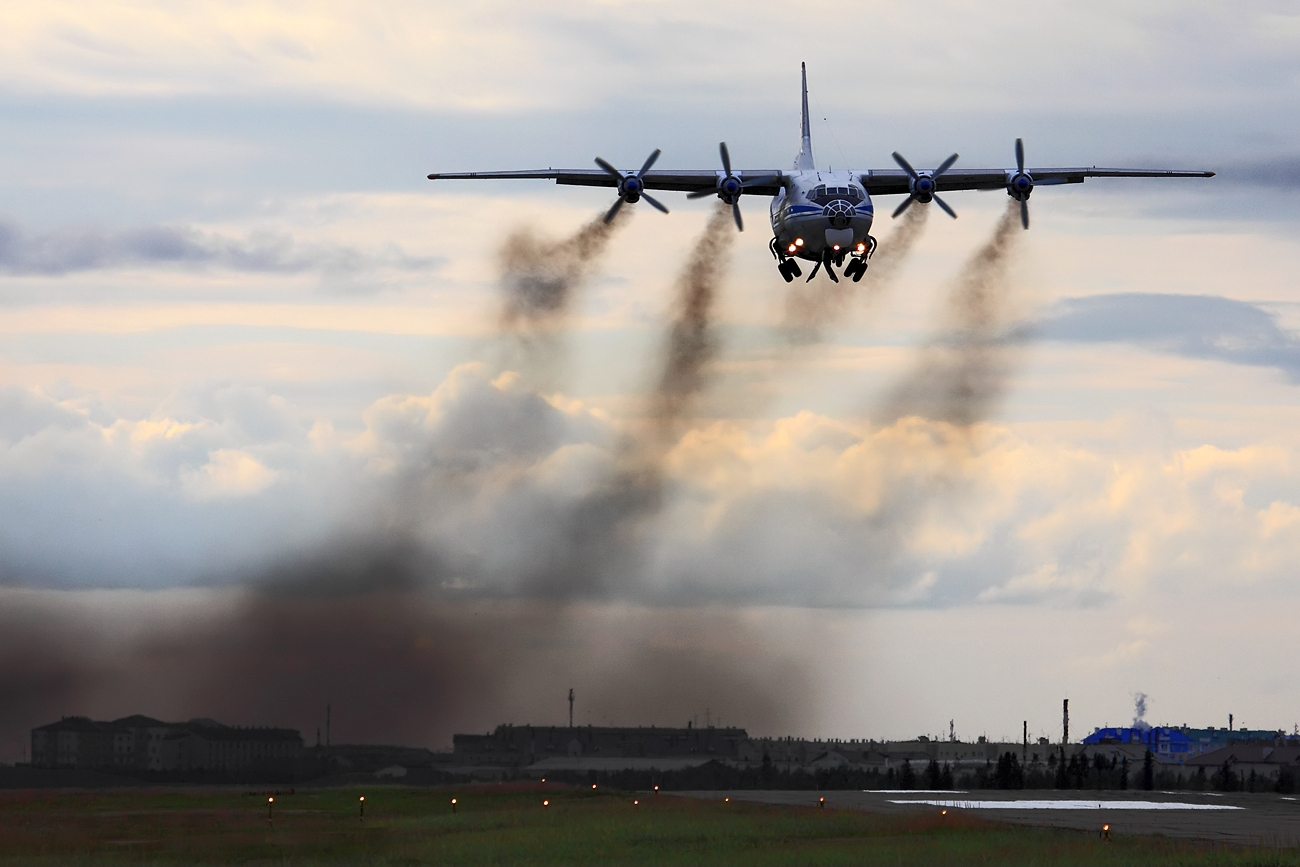
Máy bay của Lực lượng Vũ trụ Nga

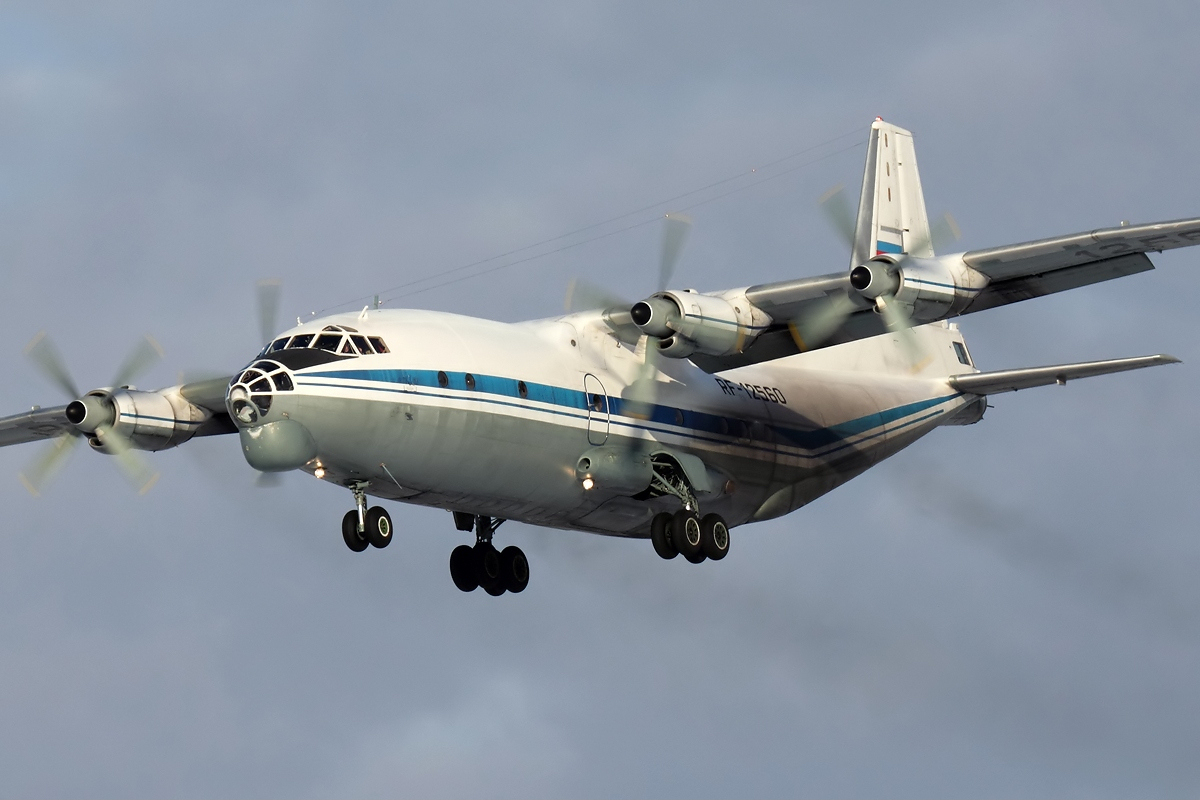
Máy bay của lực lượng vũ trụ Nga

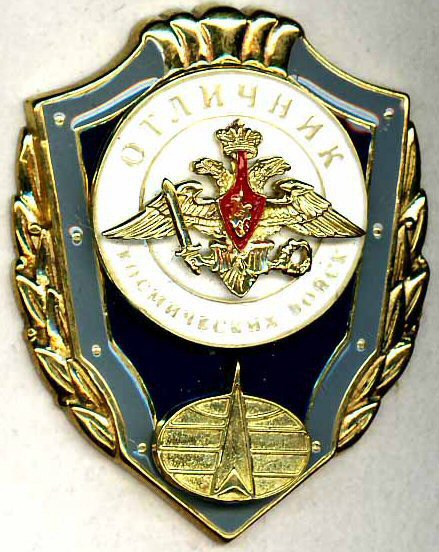
Phù hiệu kỷ niệm

Lực lượng Vũ trụ Nga, Lực lượng Không gian Nga (tiếng Nga: Космические войска России, chuyển tự: Kosmicheskie voyska Rossii viết tắt là KV, tiếng Anh là Russian Space Forces) là nhánh lực lượng vũ trụ của Lực lượng Hàng không Vũ trụ Nga. Lực lượng Vũ trụ Nga được tái lập sau sự hợp nhất ngày 01 tháng 8 năm 2015 giữa Lực lượng Không quân Nga và Lực lượng Phòng vệ Hàng không Vũ trụ Nga sau khi chi nhánh đơn vị độc lập bị giải thể vào năm 2011. Lực lượng Vũ trụ Nga ban đầu được thành lập vào ngày 10 tháng 8 năm 1992, cùng với việc thành lập Lực lượng Vũ trang Nga. Đơn vị này đã chia sẻ quyền kiểm soát Sân bay vũ trụ Baikonur với Roscosmos thuộc Cơ quan Vũ trụ Liên bang. 
Lực lượng Vũ trụ Nga cũng đảm nhiệm việc vận hành Plesetsk và Sân bay vũ trụ Svobodny. Tuy nhiên, Lực lượng Vũ trụ Nga đã bị giải thể vào tháng 7 năm 1997 và được sáp nhập vào Lực lượng Tên lửa Chiến lược. Lực lượng Vũ trụ Nga một lần nữa được cải tổ thành một quân đội độc lập vào ngày 01 tháng 6 năm 2001, dưới sự tổ chức lại quân đội. Tuy nhiên, đến tháng 12 năm 2011, lực lượng lại bị giải thể một lần nữa và lần này được thay thế bằng Lực lượng Phòng vệ Hàng không Vũ trụ Nga. Vào ngày 01 tháng 8 năm 2015, Không quân Nga và Lực lượng Phòng vệ Hàng không vũ trụ Nga đã được sáp nhập để tạo thành Lực lượng Hàng không vũ trụ Nga. Kết quả là Lực lượng Vũ trụ Nga đã được tái lập và hiện nay là một trong ba bộ phận của nhánh quân sự mới.